# Jordan Whitehead
Jordan Tyler Whitehead (geboren am 18. März 1997 in Aliquippa, Pennsylvania) ist ein US-amerikanischer American-Football-Spieler auf der Position des Safeties. Er spielte College Football für die University of Pittsburgh und stand zuletzt bei den Tampa Bay Buccaneers in der National Football League (NFL) unter Vertrag. Zuvor spielte Whitehead zwei Jahre bei den New York Jets sowie von 2018 bis 2021 schon einmal bei den Tampa Bay Buccaneers, mit denen er den Super Bowl LV gewann.

## College
Whitehead kommt aus Aliquippa, Pennsylvania, und besuchte die Central Valley High School in Center Township im Beaver County, wo er erfolgreich Football spielte. Ab 2015 ging er auf die University of Pittsburgh, um College Football für die Pittsburgh Panthers zu spielen. Er war bereits als Freshman Stammspieler auf der Position des Safeties. Whitehead erzielte 109 Tackles, davon sechs für Raumverlust, zudem verhinderte er sechs Pässe, fing eine Interception und erzielte einen Fumble-Return-Touchdown. Darüber hinaus wurde er gelegentlich als Runningback aufgeboten und erlief 122 Yards und zwei Touchdowns bei 12 Versuchen. Whitehead wurde als Rookie of the Year und als Defensive Rookie of the Year in der Atlantic Coast Conference (ACC) ausgezeichnet. In der Saison 2016 verpasste er die letzten drei Spiele, insgesamt gelangen ihm 65 Tackles, ein Pick Six über 59 Yards, zwei verteidigte Pässe und ein erzwungener Fumble. Erneut wurde er auch in der Offense eingesetzt und bestritt eine Partie von Beginn an als Wide Receiver. In seinem dritten Jahr für die Panthers wurde Whitehead wegen Verletzung der Teamregeln für die ersten drei Partien suspendiert, er verzeichnete in den verbleibenden Spielen 60 Tackles, vier abgewehrte Pässe, eine Interception und einen eroberten Fumble. In der Offense gelang ihm ein Touchdown. Nach seinem dritten Jahr am College gab Whitehead seine Anmeldung für den kommenden NFL Draft bekannt.

## NFL
Whitehead wurde im NFL Draft 2018 in der vierten Runde an 117. Stelle von den Tampa Bay Buccaneers ausgewählt. Als Rookie war Whitehead zunächst Ersatzspieler, durch mehrere verletzungsbedingte Ausfälle bestritt er jedoch elf Spiele als Starter, in denen er 76 Tackles erzielte. In der Saison 2019 stand er von Beginn an in der Stammformation, zwei Partien verpasste er wegen einer Oberschenkelverletzung. Beim 55:40-Sieg gegen die Los Angeles Rams am vierten Spieltag gelang Whitehead seine erste Interception in der NFL. In seinem dritten Jahr in der NFL kam Whitehead in allen 16 Spielen der Regular Season zum Einsatz, dabei erzielte er 74 Tackles, davon neun für Raumverlust, und zwei Sacks. Im NFC Championship Game konnte er zwei Fumbles verursachen, von denen einer zu einem Turnover zugunsten der Buccaneers und einem schnellen Touchdown-Drive führte. Anschließend gewann Whitehead mit den Buccaneers den Super Bowl LV gegen die Kansas City Chiefs.
Im März 2022 unterschrieb Whitehead einen Zweijahresvertrag im Wert von bis 14,5 Millionen US-Dollar bei den New York Jets. In seiner ersten Saison bestritt er alle 17 Spiele als Starter, dabei setzte er 89 Tackles und fing zwei Interceptions. Am ersten Spieltag der Saison 2023 trug Whitehead wesentlich zum 22:16-Sieg nach Overtime im Monday Night Game über die Buffalo Bills bei. In dem Spiel, das von der saisonbeendenden Verletzung von Jets-Quarterback Aaron Rodgers überschattet wurde, konnte Whitehead drei Pässe von Josh Allen abfangen.
Im März 2024 kehrte Whitehead zu den Tampa Bay Buccaneers zurück und unterschrieb dort einen Zweijahresvertrag über 9 Millionen US-Dollar.

### NFL-Statistiken
| Saison                             | Saison | Spiele | Spiele      | Tackles | Tackles | Tackles | Tackles | Interceptions | Interceptions | Interceptions | Interceptions | Interceptions | Fumbles | Fumbles | Fumbles |
| Jahr                               | Team   | Spiele | als Starter | Gesamt  | Solo    | Ast     | Sacks   | PD            | INT           | Yds           | Lng           | TD            | FF      | FR      | TD      |
| ---------------------------------- | ------ | ------ | ----------- | ------- | ------- | ------- | ------- | ------------- | ------------- | ------------- | ------------- | ------------- | ------- | ------- | ------- |
| 2018                               | TB     | 15     | 11          | 76      | 61      | 15      | 0,0     | 4             | 0             | 0             | 0             | 0             | 0       | 0       | 0       |
| 2019                               | TB     | 14     | 14          | 69      | 50      | 19      | 0,0     | 9             | 1             | 11            | 11            | 0             | 0       | 1       | 0       |
| 2020                               | TB     | 16     | 16          | 74      | 53      | 21      | 2,0     | 4             | 2             | 2             | 2             | 0             | 1       | 1       | 0       |
| 2021                               | TB     | 14     | 14          | 73      | 58      | 15      | 0,0     | 8             | 2             | 24            | 17            | 0             | 1       | 0       | 0       |
| 2022                               | NYJ    | 17     | 17          | 89      | 58      | 31      | 0,0     | 8             | 2             | 5             | 5             | 0             | 0       | 0       | 0       |
| 2023                               | NYJ    | 17     | 17          | 97      | 65      | 32      | 0,5     | 9             | 4             | 6             | 6             | 0             | 0       | 0       | 0       |
| 2024                               | TB     | 12     | 12          | 79      | 49      | 30      | 0,0     | 3             | 0             | 0             | 0             | 0             | 0       | 0       | 0       |
| Gesamt                             | Gesamt | 105    | 101         | 557     | 394     | 163     | 2,5     | 45            | 11            | 48            | 17            | 0             | 2       | 2       | 0       |
| Quelle: pro-football-reference.com |        |        |             |         |         |         |         |               |               |               |               |               |         |         |         |

## Persönliches
Whiteheads Cousin Darrelle Revis spielte elf Jahre lang als Cornerback in der NFL und zählte zu den besten Spielern seiner Zeit.